# 松倉勝家
松倉 勝家（まつくら かついえ）は、江戸時代前期の大名。肥前国島原藩2代藩主。初代藩主・松倉重政の嫡男。
領国に悪政を敷き、島原の乱を引き起こす原因を作った。乱の鎮定後は江戸幕府に領国経営失敗と反乱惹起を問責され、大名としては異例の斬首刑に処された。

## 生涯
父・重政と共に島原城とその城下町の新築、参勤交代の費用、計画のみで頓挫したルソン遠征の準備など種々の口実を設け、また独自に検地を実施して実質4万石程度の石高を10万石と過大に見積もり、領民に10万石相当の過重な年貢・労役を課した。さらには豪勢な島原城を改築（城を全面白色に塗色するなど）し、領内に多かったキリシタンへの弾圧も残忍を極めた。
寛永7年（1630年）に父・重政が急逝した後を受けて藩主となってからは、父をも凌ぐ過酷な収奪を行って領民を苦しめた。寛永11年（1634年）は悪天候と干ばつから凶作となったが、勝家は容赦せず重税を取立てた。米や農作物の徴収だけでなく、人頭税や住宅税などありとあらゆる税を新設して厳格に取り立てたことが多くの記録に残る（『鍋島勝茂公譜』、オランダ商館長ニコラス・クーケバッケルの日記など）。
また、『黒田長興一世之記』によれば、寛永14年（1637年）10月、口の津村の庄屋・与左衛門の妻は身重のまま人質にとられ、冷たい水牢に裸で入れられた。村民は庄屋宅に集まり何とか年貢を納める方法を話し合ったが、もう出せるものは何もなかった。庄屋の妻は6日間苦しみ、水中で出産した子供と共に絶命した。たまりかねた領民は、10月25日ついに蜂起し、代官所を襲撃して代官を殺害した。これが島原の乱の始まりである。

### 改易・斬首
乱の鎮圧後、寛永15年4月4日（1638年5月17日）、勝家は肥前唐津藩主・寺沢堅高と共に反乱惹起の責任を問われた。勝家は改易、所領を没収され、4月12日には美作津山藩主・森長継に預けられた。『嶋原一揆松倉記』によれば、屋敷にあった桶の中から農民と思われる死体が出てきたため、これが決め手となり、5月になって取り調べのため江戸に護送され、同年7月19日に江戸の森家下屋敷で斬首刑に処せられた。大名の身分でありながら武士としての名誉の刑である切腹さえも許されず、一介の罪人として斬首刑に処せられたのは、江戸時代全体を通しても勝家ただ一人だけである。
また、幕府は家光の親政が始まって以降、寛永12年（1635年）の武家諸法度における参勤交代の規定を改正して、大名に参勤交代の負担を減らすことを呼びかけたことや、1640年代前半の寛永の大飢饉への対応を踏まえつつ、諸大名に対し百姓の生活の向上を重視する政策(百姓成立)をとることを進めていった。その観点からも、幕府は勝家を斬首にすることで諸大名にとっての反面教師として位置付けようとしたのである。
また、百姓達は刀狩以降も大量の武器を保有していたものの、島原・天草一揆以降百姓一揆を起こすにあたって、武器の使用を自主規制して幕藩体制を否定しないことを主張した。そのため百姓一揆では、百姓は鎌などの農具を持ち出して「御百姓」であることを自覚しながら、百姓の権利や生活の保障を、幕府や大名に請願したのである。
勝家には2人の弟がいたが、長弟の重利は讃岐国、陸奥国会津と預けられた後、明暦元年（1655年）に自殺。次弟の三弥は命は助けられたものの、浪人となってしまった。重利の系統は300俵の旗本として存続している。